# Пришекснинский район
Пришекснинский район — административно-территориальная единица в составе Ленинградской и Вологодской областей РСФСР с центром в селе Никольское (сейчас это город Шексна), существовавшая в 1927—1959 годах.
Пришекснинский район в составе Череповецкого округа Ленинградской области был образован в августе 1927 года из 17 сельсоветов Череповецкого уезда Череповецкой губернии.
Всего было образовано 17 с/с: Бугровский, Высоковский, Демсинский, Еремеевский, Запогостский, Заречный, Ковжский, Кощеевский, Курьевский, Кустовский, Никольский, Нифонтовский, Раменский, Селищенский, Чаромский, Чуровский, Шигоевский.
В ноябре 1928 года были упразднены Кащеевский, Запогостский и Раменский с/с; образованы Коленецкий, Речнососновский и Филяковский с/с; Высоковский с/с был переименован в Квасюнинский, а Курьевский — в Келбуйский. Тогда же из Петриневского района в Пришекснинский был передан Киргодский с/с. В 1932 году в Пришекснинский район из Череповецкого были переданы Ершовский, Заозерский, Соболевский с/с.
23 сентября 1937 года Пришекснинский район был передан в Вологодскую область.
В 1959 году года Пришекснинский район был упразднён, а его территория была передана в Чёбсарский район.